# Liste des rivières du Soudan du Sud
La liste des rivières du Soudan du Sud comprend les principales rivières du Soudan du Sud.
Avec 98 % de la superficie terrestre, le Soudan du Sud est presque entièrement déterminé par l'hydrologie du Nil (à l'exclusion du triangle d'Ilemi).
La frontière avec la République centrafricaine est pratiquement congruente avec la ligne de partage des eaux Congo-Nil. Dans ce secteur se trouve la région avec le plus de précipitations dans un pays largement aride. L'évaporation est si élevée que des dépressions endoréiques comme le lac Ambadi (en), l'Abu Shanab ou le lac Maleit (de) se sont formées entre le Sudd et les marécages du système du Bahr el-Ghazal.
Il faut mentionner trois variables hydrologiques distinctes :
- Le bassin versant du Bahr el-Ghazal, qui est le plus grand sous-bassin du Nil en ce qui concerne sa superficie, mais apporte peu d'eau au Nil en raison du niveau élevé d'évaporation[3] ;
- Le Sudd, qui est l'une des plus grandes zones humides du monde ;
- Le bassin du Sobat, qui est alimenté par l'Éthiopie et contribue à plus de 10 % du débit annuel du Nil à son embouchure.

Les rivières sont classées par bassin versant et par ordre alphabétique :

## Selon les bassins versants

### Sobat

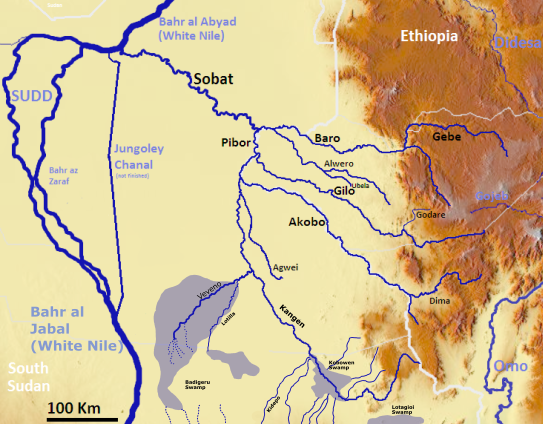
Bassin versant du Sobat.

- Nyanding
- Thui
- Baro
  - Jikawo
- Pibor
  - Akobo
  - Agwei (en)
    - Abara (en)
    - Kongkong (en)

  - Kangen (en)
  - Lotilla (en)
    - Medikiret River Medikiret (en)
    - Veveno
    - Kidepo

### Bahr el-Ghazal

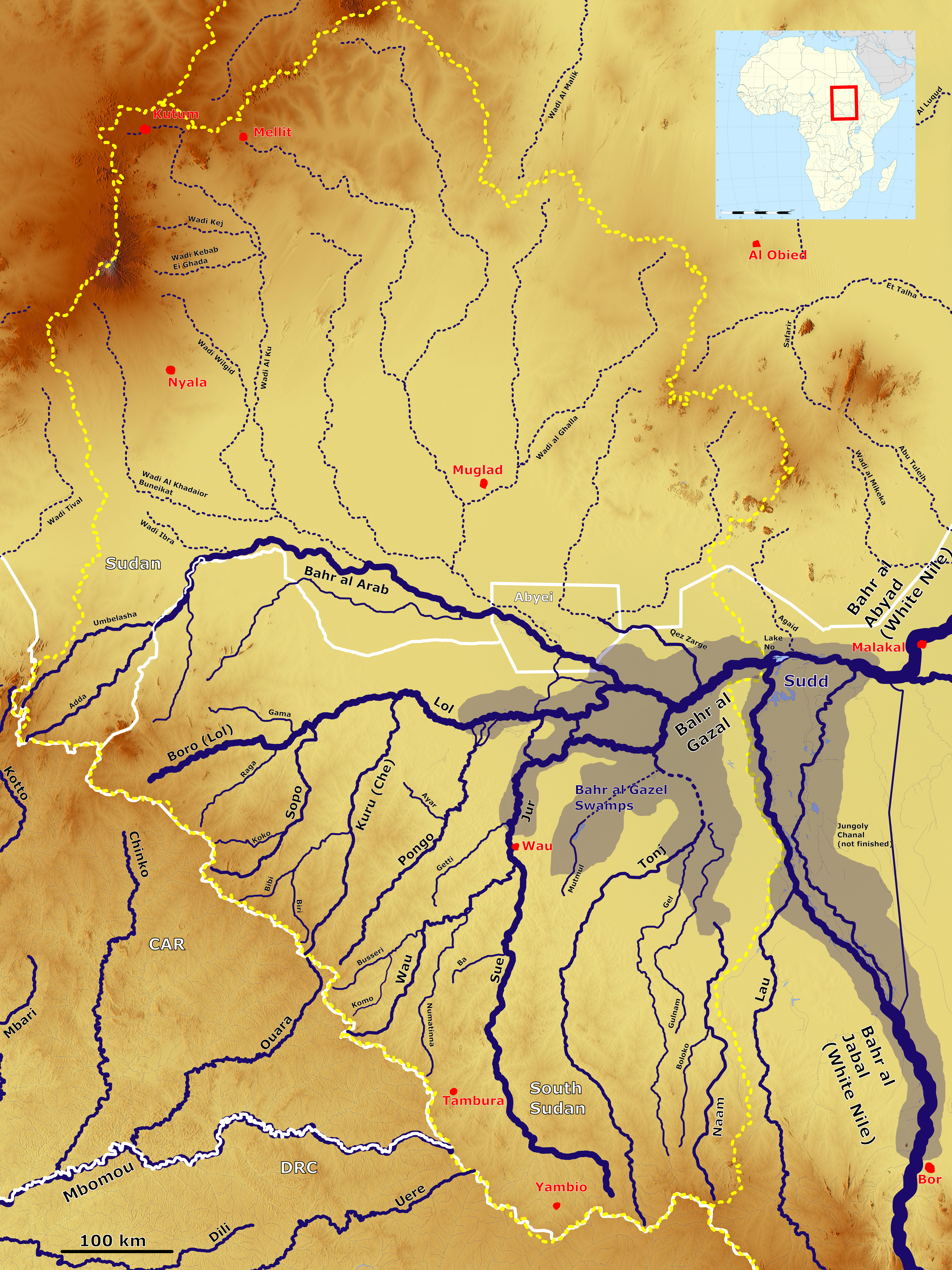
Bassin versant du Bahr el-Ghazal.

- Bahr al-Arab
  - Adda (en) (Kafia Kingi)
  - Umbelasha (Kafia Kingi)
  - Lol
    - Sopo (en)
      - Boro
      - Raga
      - Gama
      - Kuru (en)
        - Biri
        - Bili

    - Pongo
- Jur
  - Soueh (Sue)
    - Ilu
    - Yabo
      - Simbi
      - Lingu

    - Iya
    - Ngoia
    - Ngomi
    - Biki
      - Yubo
      - Mbungu

  - Wau (en) (Ouaou) 
    - Busseri
    - Numatinna
      - Vorulumu
      - Yakumi

  - Tonj
    - Ibba
      - Zumbi
      - Igi
      - Rubu
      - Lesi
      - Meze
        - Moa

      - Teih

  - Gel
    - Maridi
    - Tuju

  - Gulnum (Gulnam)
  - Fadyit
    - Mekki
    - Naam
    - Boloko
      - Wohnke

### Nil
- Bahr el-Ghebel (Bahr el-Jabal)
  - Yei (ou Lau)
  - Tapari (ou Gel)
  - Bahr el-Zeraf
- Nil Blanc
  - Adar (en) (Khor Adar ou Yal)
    - Marais de Machar (en), dans lequel se jettent :
      - Yabus (Khor Yabus)
      - Daga (en) (Khor Daga)
      - Machar (Khor Machar)

## Par ordre alphabétique

### A – G
- Adar (en) (Khor Adar ou Yal)
- Adda (Kafia Kingi)
- Agwei
- Akobo
- Bahr al-Arab
- Bahr el-Ghebel (Bahr el-Jabal)
- Bahr el-Zeraf
- Baro
- Bili
- Biri
- Boro
- Busseri
- Daga (en) (Khor Daga)
- Fadyit
- Gel (ou Maridi)
- Gama
- Gulnum (Gulnam)

### H - P
- Kidepo
- Kangen
- Jur
- Kuru
- Lol
- Lotilla
- Machar (Khor Machar)
- Naam
- Nil Blanc
- Numatinna
- Nyanding
- Pibor
- Pongo

### Q – Z
- Raga
- Sobat
- Soueh
- Sopo
- Tapari (ou Gel)
- Tonj (ou Ibba)
- Thui
- Umbelasha (Kafia Kingi)
- Wau (en) (Ouaou)
- Yabus (Khor Yabus)
- Yei (ou Lau)